# Seleni natiu
El seleni natiu o seleni és un mineral de la classe dels elements natius. El seu nom prové de l'idioma grec selene ('Lluna'), en al·lusió al tel·luri.

## Classificació
El seleni es troba classificat en el grup 1.CC.10 segons la classificació de Nickel-Strunz (1 per a elements natius; C per a metal·loides i no-metalls i C per a sofre-seleni-iode; el nombre 10 correspon a la posició del mineral dins del grup). En aquesta classificació comparteix grup amb la rosickýita, el seleni i el tel·luri. En la classificació de Dana, el mineral es troba en el grup 1.3.4.1 (1 per a elements natius i aliatges i 3 per a semimetalls i no-metalls; 4 i 1 corresponen a la posició del mineral dins del grup).

## Característiques
El seleni és un mineral de fórmula química Se. Cristal·litza en el sistema trigonal. La seva duresa en l'escala de Mohs és 2. Presenta un color gris, que pot tenir tons vermellosos i té una tenacitat flexible.

## Formació i jaciments
Es forma en baixes temperatures a conseqüència de la sublimació dels vapors en fumaroles. S'ha descrit en tots els continents menys a l'Àfrica; a l'Àsia, només s'ha descrit a la Xina i el Japó.